# Коммунальная история
«Коммунальная история» — российский короткометражный рисованный мультфильм для взрослых о фантасмагорическом сочетании прошлого с современностью. Снят в 1993 году на студии «Союзмультфильм». Все роли озвучил актёр Борис Новиков.

## Сюжет
Мультфильм о похождениях сантехника Вовы, которого вызвали устранить потоп в очень странной коммунальной квартире. Здесь, в череде сюрреалистических превращений, он встречает множество исторических личностей — Ивана Сусанина, Кутузова, Наполеона, Екатерину Великую и т. д. Проводником Вовы становится дед Мазай, привозящий его на лодке с зайцами в ванную. Там выясняется, что адмирал Нельсон затеял морской бой и устроил весь этот потоп.
В конце рыжебородый жилец объясняет главному герою за трапезой, что «историю народ творит».

## Использованные мелодии
- Олег Газманов — «Путана»;
- Оркестр Большого театра (дирижёр - Борис Хайкин) — «Прощание с Родиной» (Михаил Огинский);
- «Марш Лейб-гвардии Преображенского полка»;
- Увертюра к опере «Вильгельм Телль» Джоаккино Россини;
- «Марсельеза»;
- «Emmanuelle»;
- «Славься» Михаила Глинки из оперы «Иван Сусанин»;
- «Из-за острова на стрежень» (русская народная песня);
- Оркестр Поля Мориа — «Minuetto» (Поль Мориа);
- Оркестр Поля Мориа — «Love Story» (Фрэнсис Лэй);
- Леонид Утёсов — «Барон фон дер Пшик»;
- Группа «The Beatles» — «Yellow Submarine»;
- «Танец маленьких лебедей» из «Лебединого озера» Петра Чайковского.